# Kamand
För andra betydelser, se Kamand (olika betydelser).
Kamand (Sarkidiornis sylvicola) är en sydamerikansk andfågel i familjen änder som tidigare behandlades som underart till knöland.

## Utseende
Kamanden är en stor och kraftig and med en längd på 55-63 centimeter. Den är distinkt tecknad svartvit, med svartfläckat vitt huvud och hals. Hanen har en stor, köttig knöl på näbben. Till skillnad från den nära släktingen knölanden har den svarta flanker istället för grå, annorlunda formad knöl/kam och är mindre.

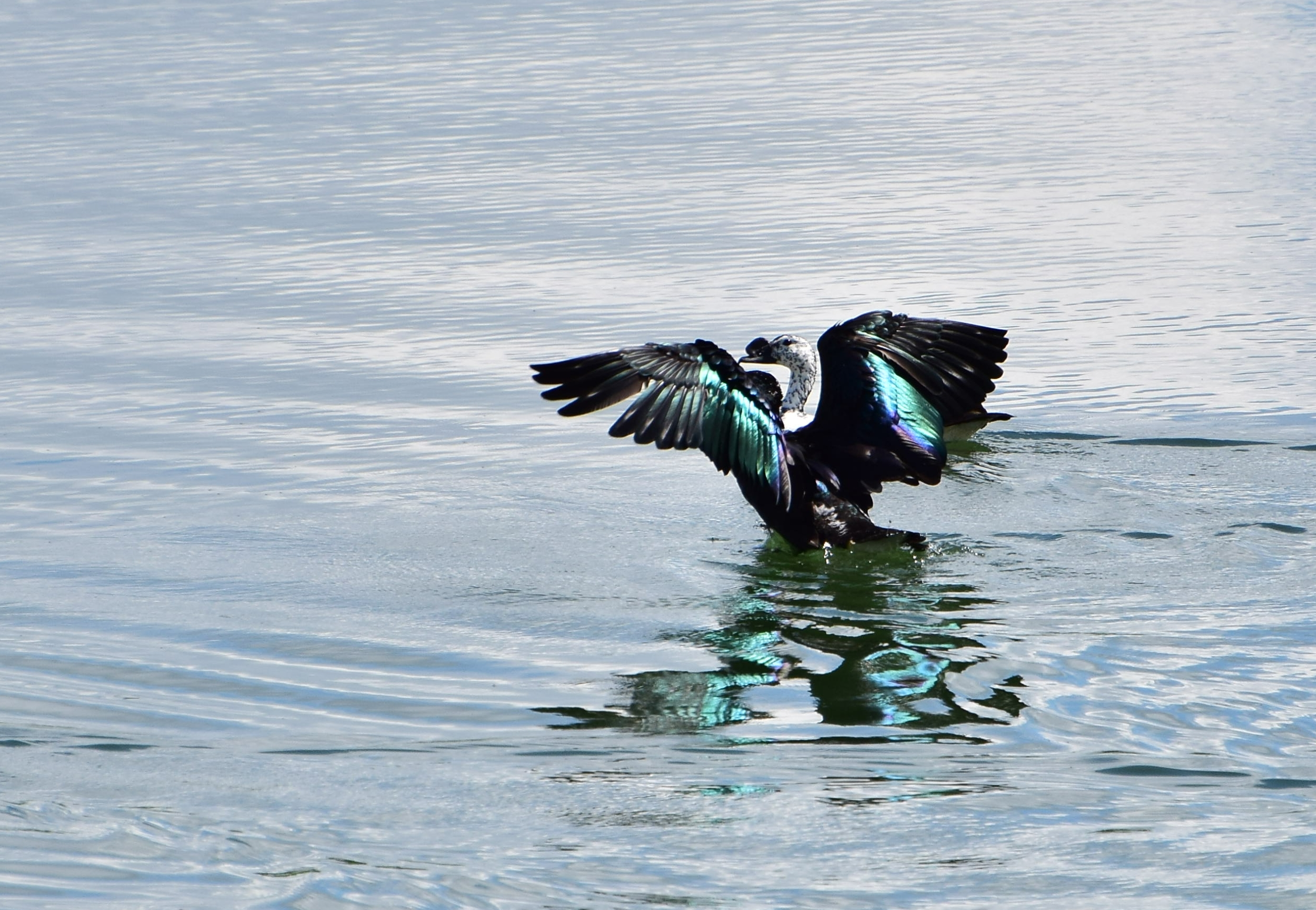
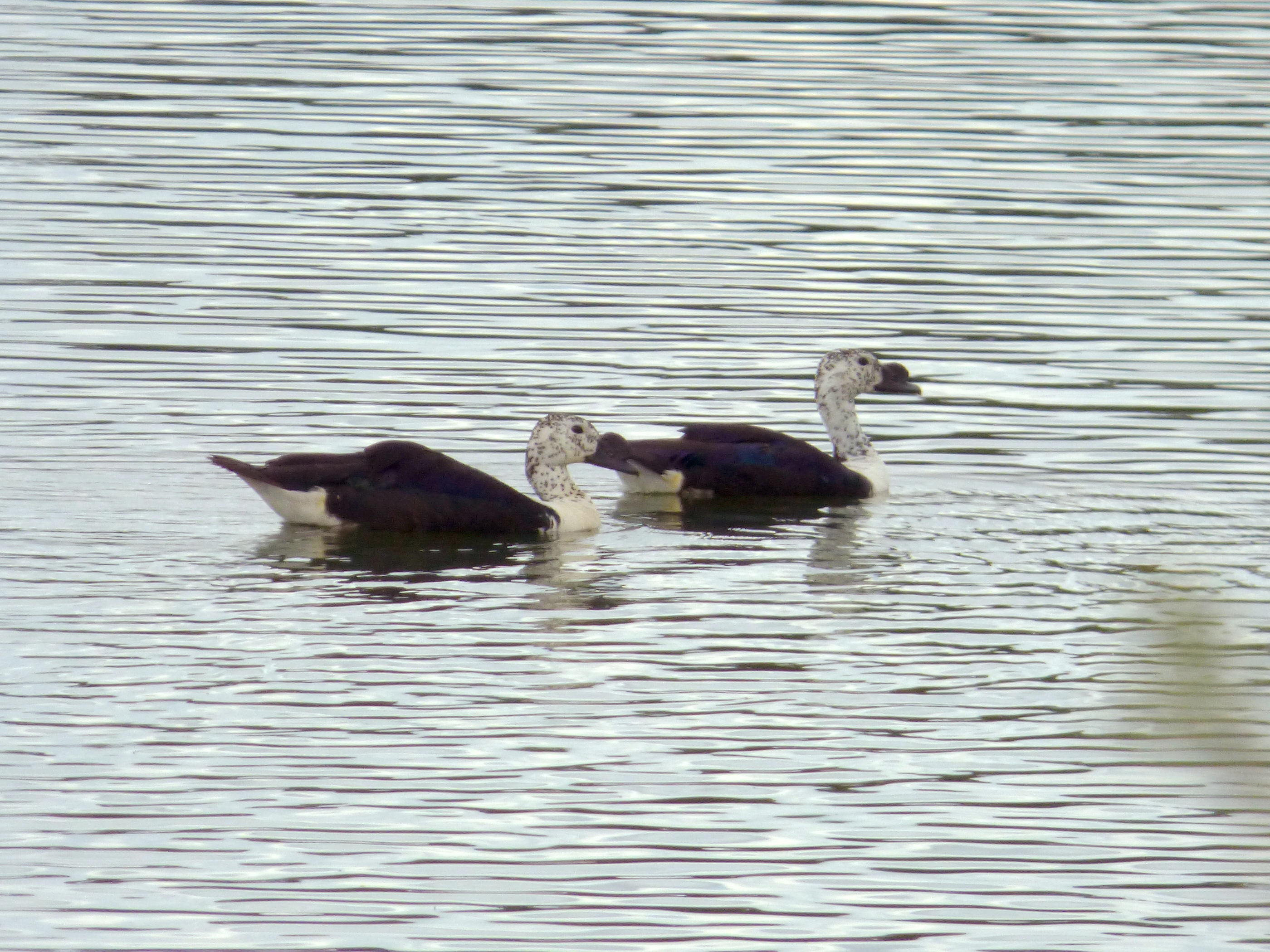

## Utbredning
Kamanden förekommer i tropiska Sydamerika öster om Anderna söderut till norra Argentina. Den är normalt en stannfågel, men förflyttar sig säsongsmässigt efter tillgång på vatten. Tillfälligt har den påträffats i Trinidad och Tobago.

## Systematik
Tidigare behandlades kamanden som en underart till knöland (S. melanotos) och vissa gör det fortfarande. Den behandlas som monotypisk, det vill säga att den inte delas in i några underarter.

## Ekologi
Fågeln trivs i sötvattensträsk, i floder och floddeltan, sjöar och risfält, alla med spridda träd. Den kan också påträffas i öppnare gräsmarker.

### Föda
Kamanden lever huvudsakligen av vegetabilier, mestadels frön från gräs, säv och vattenlevande växter samt säd och ris. Den intar också både mark- och vattenlevande ryggradslösa djur. Arten betar på land och simmar, vadar och dyker ner huvudet i vattnet på jakte efter föda. I Venezuela ses den ofta tillsammans med visseländer och ibisar.

### Häckning
Det finns mycket lite kunskap om artens häckningsbeteende. I Brasilien har ungar observerats tillsammans med adulta fåglar i både i februari och november. I södra Brasilien har de setts häcka i trädhål. Den läcker upp till 20 vita, gräddfärgade eller gulaktiga ägg som ruvas enbart av honan i 28-30 dagar. Ungarna blir flygga efter cirka 10 veckor.

## Status och hot
Arten har ett stort utbredningsområde och en stor population, men tros minska i antal, dock inte tillräckligt kraftigt för att den ska betraktas som hotad. IUCN kategoriserar därför arten som livskraftig (LC). Världspopulationen uppskattas till mellan 25 000 och 100 000 individer.